# Jerrybuccinum
Jerrybuccinum is een geslacht van weekdieren uit de klasse van de Gastropoda (slakken).

## Soorten
- Jerrybuccinum explorator (Fraussen & Sellanes, 2008)
- Jerrybuccinum kantori Fraussen, Sellanes & Stahlschmidt, 2014
- Jerrybuccinum malvinense Kantor & Pastorino, 2009